# Nadwiślanka
Nadwiślanka (prononciation [nadviˈɕlaŋka]) est un village de la gmina de Stężyca du powiat de Ryki dans la voïvodie de Lublin, situé dans l'est de la Pologne.

## Histoire
De 1975 à 1998, le village est attaché administrativement à l'ancienne voïvodie de Lublin.
Depuis 1999, il fait partie de la nouvelle voïvodie de Lublin.